# يوهانس غولا
يوهانس غولا (مواليد 5 نوفمبر 1997) هو لاعب كرة يد ألماني يلعب في نادي فلنسبورغ هاندفيت ومنتخب ألمانيا.